# منصور کبگانیان
    منصور کبگانیان (متولد ۱۳۳۱ در تهران) استاد مهندسی مکانیک در دانشگاه صنعتی امیرکبیر و عضو حقیقی شورای عالی انقلاب فرهنگی است. او دبیر و قائم مقام ستاد راهبری اجرای نقشه جامع علمی کشور هم می‌باشد. نامبرده عضو پیوسته فرهنگستان علوم نیز می‌باشد.

## فعالیت‌ها
منصور کبگانیان در سال ۱۳۳۱ در تهران به دنیا آمد. وی تحصیلات دانشگاهی خود را در رشته مهندسی مکانیک در دانشگاه صنعتی امیرکبیر آغاز کرد و پس از پایان این دوره، تحصیلات تکمیلی را در دانشگاه تربیت مدرس در همان رشته در مقطع کارشناسی ارشد ادامه داد. وی برای ادامه تحصیلات دانشگاهی به کانادا عزیمت کرد و در رشته مهندسی مکانیک در مقطع کارشناسی ارشد و دکتری به ترتیب در دانشگاه‌های کونکوردیا و اوتاوا به تحصیل پرداخت. وی هم‌اکنون عضو هیئت علمی و استاد تمام مهندسی مکانیک دانشگاه صنعتی امیرکبیر می‌باشد. منصور کبگانیان مدتی معاون پژوهشی وزارت علوم تحقیقات و فناوری بود. ایشان در تاریخ ۲۴ مرداد ۱۳۹۶ با حکم دبیر شورای عالی انقلاب فرهنگی، به عنوان رئیس کمیته سه نفره تأیید رشته‌های دانشگاه آزاد اسلامی منصوب شده‌اند.

## مشاغل و سمتهای مورد تصدی
مشاغل و سمتهای اداری بعد از انقلاب     منصور کبگانیان به قرار زیر است:
عضو شورای عالی انقلاب فرهنگی
قائم مقام و دبیر ستاد راهبری اجرای نقشه جامع علمی کشور
قائم مقام و دبیر ستاد علم و فناوری شورای عالی انقلاب فرهنگی
معاون پژوهشی وزارت علوم، تحقیقات و فناوری
سرپرست معاون فناوری وزارت علوم، تحقیقات و فناوری
دبیر شورای عالی علوم، تحقیقات و فناوری
عضو هیئت امنای بنیاد ملی نخبگان کشور
رئیس کمیسیون دائمی منطقه یک و منطقه دو پژوهشی
رئیس کمسیون دائمی هیئت امنای پژوهشگاه مواد انرژی و پژوهشگاه دانشهای بنیادی
رئیس کمیسیون دائمی هیئت امنای منطقه زنجان و عضو هیئت امنای منطقه جنوب
عضو هیئت امنای صنعت جوش ایران
فعالیتهای آموزشی: منصور کبگانیان هم‌اکنون عضو هیئت علمی و استاد تمام دانشگاه صنعتی امیرکبیر می‌باشد.
چگونگی عرضه آثار: تألیف چندین مقاله علمی در نشریات علمی داخل و خارج کشور
رئیس دانشکده مهندسی مکانیک دانشگاه امیر کبیر از خرداد ماه سال ۷۷ تا سال ۷۹

## اختراع‌ها
منصور کبگانیان دارای چندین اختراع ثبت شده‌است. میکرو گریپر نیرو ثابت و میکرو سوزن توپر از جمله اختراع‌های او است.

## سایر فعالیت‌ها
منصور کبگانیان غیر از فعالیت‌های دانشگاهی در قسمت‌های دیگری نیز به فعالیت‌های گوناگون پرداخته‌است. هر چند مسئولیت‌های مختلفی داشته اما خود معتقد است: «بنویسید من اولین فرماندار شهری بودم که حضرت آقا در آنجا دوران تبعیدشان را گذرانده بودند و به دستور ایشان مسئولیت فرمانداری ایرانشهر را پذیرفتم.»
منصور کبگانیان از سال ۱۳۸۶ به عضویت شورای عالی انقلاب فرهنگی درآمد.
هیئت امنای دانشگاه آزاد اسلامی بعد از ۲۹ سال ریاست عبدالله جاسبی بر این دانشگاه، تصمیم گرفتند گزینه دیگری را برای ریاست این نهاد انتخاب کنند. منصور کبگانبان در سال ۱۳۹۰ جزء گزینه‌های مورد بررسی برای ریاست دانشگاه آزاد اسلامی بود؛ که در نهایت «حمید میرزاده» به عنوان ریاست این دانشگاه انتخاب شد.